# Passage supérieur de Houéyiho
 (juillet 2021).

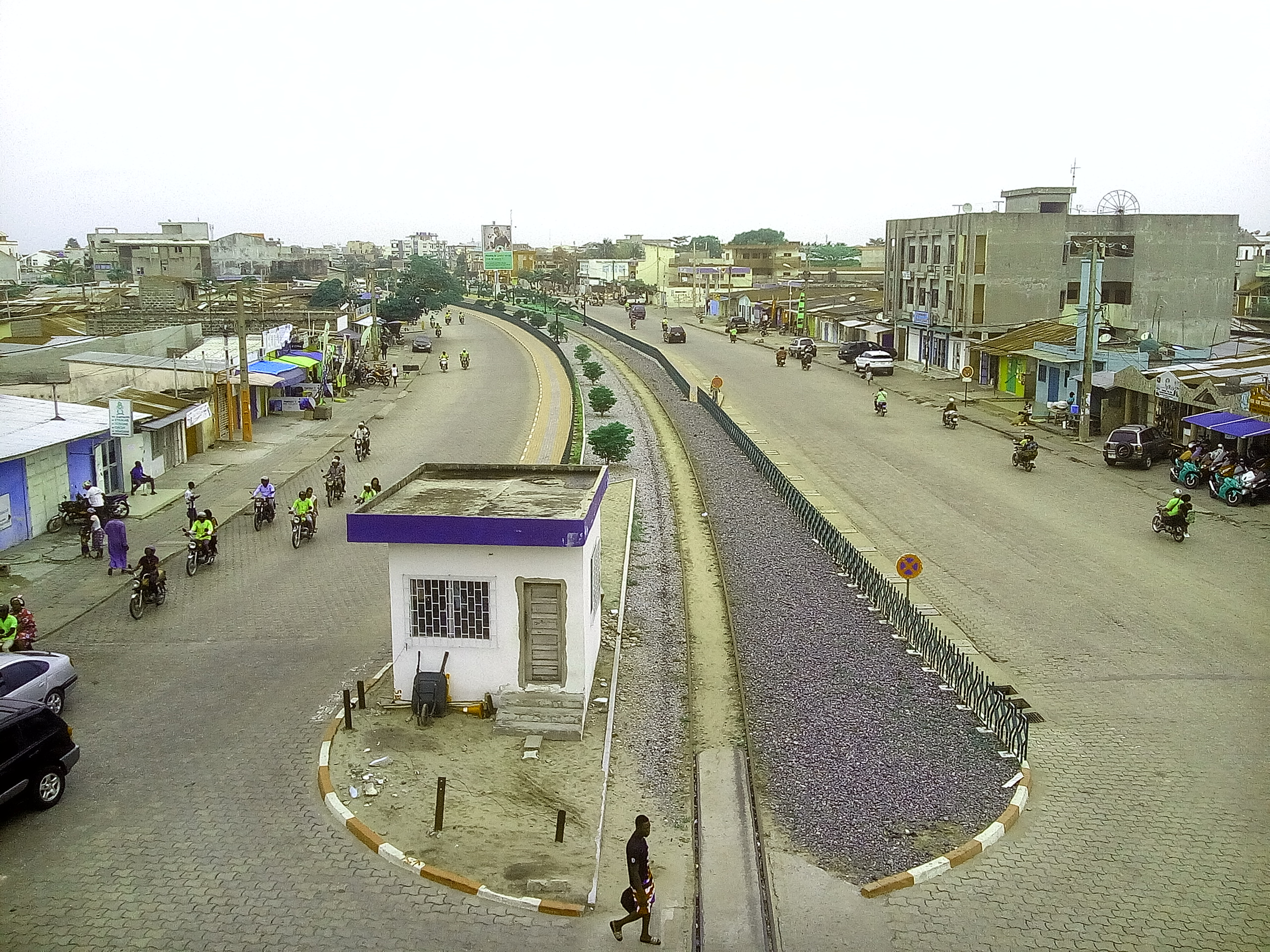

Le passage supérieur de Houéyiho est une infrastructure de transport à Cotonou, au Bénin, construite et mise en place en 2008 par le président Boni Yayi. Ce passage permet aux usagers de prendre le passage supérieur afin de rendre plus fluide la circulation,.